# Dick Foran
Dick Foran, född 18 juni 1910 i Flemington, New Jersey, död 10 augusti 1979 i Los Angeles, Kalifornien, var en amerikansk skådespelare. Han filmdebuterade 1934 och gjorde flera prominenta biroller i bolaget Warner Bros. filmer på 1930-talet. Foran medverkade också i många westernfilmer som "The Singing Cowboy". Under 1950-talet och 1960-talet gästspelade han i flera amerikanska TV-serier.
Han har en stjärna för insatser inom television på Hollywood Walk of Fame vid 1600 Vine Street.

## Filmografi, urval
- 1935 – Tillbaka till livet
- 1936 – Den förstenade skogen
- 1936 – Den gyllene pilen
- 1937 – Den fulländade mannen
- 1937 – Den svarta ligan
- 1938 – Mellan två valser
- 1938 – Fyra döttrar
- 1939 – Fyra fruar
- 1940 – Förbannelsens hus
- 1940 – Regnbågsdivisionen
- 1940 – Mumiens hämnd
- 1941 – Gift i misshugg
- 1948 – Indianöverfallet vid Fort Apache